# نووفئودوروفکا (سرزمین آلتای)
نووفئودوروفکا (به لاتین: Novofyodorovka) یک منطقهٔ مسکونی در روسیه است که در سرزمین آلتای واقع شده‌است.